# Jaroslav Kofroň
Jaroslav Kofroň (5. února 1921 Vletice – 22. července 1966 Bulharsko) byl český hornista, hudební skladatel, sbormistr, dirigent, pedagog a sběratel lidových písní.

## Život
Absolvoval učitelský ústav v Příbrami. Během studia hrál v Příbramské filharmonii. Pokračoval na Pražské konzervatoři, kde studoval hru na lesní roh u Emanuela Kauckého, hudební teorii u Antonína Modra a sborový zpěv u Vojtěcha Bořivoje Aima. V roce 1948 se stal profesorem pražské konzervatoře, ale dále studoval skladbu (Jaroslav Řídký) a dirigování, kde byl jeho učitelem František Spilka.
Již v době studií na konzervatoři hrál v orchestru Velké operety (dnešní Divadlo v Dlouhé) a v Pražském velkém orchestru. V letech 1949–1950 byl dirigentem Pěveckého sdružení pražských učitelů a poté řídil pěvecké sdružení Pražská Typografia. Od roku 1952 byl členem Komorního sdružení profesorů pražské konzervatoře. V letech 1953–1954 byl sbormistrem a druhým dirigentem Pražské zpěvohry.
Tragicky zahynul 22. července 1966 v Bulharsku.

## Dílo
Komponoval zejména skladby pro lesní roh, jak instruktivní, tak koncertní. Kromě toho byl autorem mnoha skladeb taneční a estrádní hudby a sborových úprav lidových písní.
Sbíral lidové písně z oblasti středního Slovenska, od Horehroní až po Važec a z okolí Valaské Belé. Jeho sbírka obsahuje na 300 původních písní.

### Pedagogické dílo
- Učebnice harmonie. Praha, Státní nakladatelství krásné literatury, hudby a umění, 1958
- Učebnice intonace a rytmu. Praha : Supraphon, 1967
- Technika taktovací (spolu s Vojtěchem Bořivojem Aimem)